# Stefano Minicillo
Stefano Minicillo (Macerata Campania, 935 – Caiazzo, 29 ottobre 1023) fu vescovo di Caiazzo dal 979 al 1023. È venerato come santo dalla Chiesa cattolica.

## Biografia
L'episcopato di Stefano a Caiazzo durò 44 anni, tempo lunghissimo durante il quale il vescovo donò tutte le sue forze alla testimonianza della carità. Soleva chiamarsi confessore di Dio, così impegnato nella preghiera, nel digiuno, nella penitenza. Era questo il motivo, forse, per cui la sua fama di "prediletto del Signore" aveva varcato i confini della stessa chiesa caiatina. Già in vita, infatti, avevano cominciato a destare stupore fatti miracolosi, come quello del 982: «S. Stefano amministra la comunione ad una grande folla, nella chiesa cattedrale, quando una colonna di marmo cade sulla massa dei fedeli senza arrecare alcun danno». Fu il primo di una lunga serie di miracoli.
Nell'anno successivo, ricorrendo la Pasqua, accadde: «Il santo vescovo ha celebrato l'Eucaristia e porge il calice ad un chierico perché lo asterga. Il calice era di vetro, secondo l'uso del tempo, e per la forza usata si frantuma in mille pezzi. Stefano vede e, dopo aver pregato, il sacro vaso ritorna, fra lo stupore degli astanti che vedono manifesto il dito di Dio, alla primitiva integrità».
Il 29 ottobre 1023 Stefano passava alla gloria del cielo e la sua salma fu deposta nel sottosuolo della cattedrale, divenuta subito meta di pellegrini provenienti da ogni parte della Campania. Numerosi furono gli eventi prodigiosi accaduti presso il suo sepolcro, come ad esempio la guarigione di alcuni sacerdoti e di molte altre persone da mali fisici e la liberazione di una donna da Satana. Numerosi altri prodigi si manifestarono in ogni tempo, che valsero a Stefano l'appellativo di taumaturgo. 
Il 22 luglio 1284 la cattedrale rifatta ed abbellita, originariamente dedicata alla Vergine Assunta, fu consacrata in onore di Stefano, acclamato santo, secondo le consuetudini del tempo. 
Il culto verso il santo crebbe sempre più e questo indusse nel 1512 il vescovo di Caiazzo a risistemare il corpo del patrono. Si scavò molto nella cattedrale ma la salma di Stefano non venne alla luce, facendo temere il furto. Fu allora che al vescovo, rivoltosi alla santa Vergine, fu indicato di scavare ancora più profondamente fino all'apparire delle acque. Durante lo scavo si cominciò ad avvertire un soavissimo profumo che, crescendo di intensità, portò al rinvenimento del sepolcro di santo Stefano e del suo corpo totalmente incorrotto, ancora vestito del piviale, della mitria e con la croce sul petto (croce di grande interesse storico-artistico che ancora oggi si conserva. Il corpo fu poi collocato in un altare laterale della cattedrale e nei secoli ancora risistemato, fino a giungere alla ubicazione attuale.
La concezione cristiana di Stefano ebbe piena la consapevolezza di essere "uomo di Dio" e di essere mandato per i figli di Dio. Non ebbe mai esitazione, infatti, a schierarsi dalla parte dei poveri e degli oppressi, secondo lo spirito di Gregorio Magno e di Gregorio di Tours, monaci come lui, che univano la vita contemplativa a quella attiva. 
Naturalmente in tempi così tormentati dalla violenza della forza di un diritto esclusivamente a salvaguardia e privilegio di pochi uomini, il levarsi di una voce che additava un regno di giustizia, di misericordia, di bontà, fu come una luce improvvisa che rischiarava le tenebre ed indicava senza incertezza all'uomo la via da seguire. 
Nella parola del santo appare chiaro il sorgere di un nuovo incomparabile senso della vita. L'affermazione del dolore, rappresentandolo come qualcosa di insignificante al confronto della realtà in Cristo, apre all'uomo un nuovo mondo. 
L'aspirazione all'amore e alla felicità rileva ed accresce necessariamente il senso del dolore insito nella gran parte degli aspetti della vita umana. Porre in luce le miserie e i dolori dell'esistenza rende più acuto il desiderio dell'amore e della felicità in Cristo e la vita acquista in verità ed interiorità. 
Stefano però è anche lontano da ogni pessimismo sfiduciato come da ogni superficiale ottimismo; il mondo immediato, la cui miseria minaccia l'uomo, non è per lui una realtà ultima: una fede incrollabile lo rinvia al regno della vita di Dio, superiore a tutti i contrasti. 
Tali concezioni venivano esposte ai numerosi fedeli che sempre seguivano le sue prediche, con parole semplici, comprensibili soprattutto alla povera gente che costituiva la gran massa degli uditori e che vedevano in lui Stefano il protettore degli oppressi, l'intermediario col più potente dei potenti, ma un potente infinitamente giusto. 
Il santo vescovo diede un volto nuovo alla Chiesa, fece rivivere negli atteggiamenti e nelle opere quel Magistero che non aveva temuto di affermare la propria supremazia su tutto il potere temporale. Aveva riacceso nel cuore degli uomini oppressi e sfiduciati quella fede, quell'amore, quella sicurezza, quella completa fiducia in una Chiesa che si ergeva potente a salvaguardia del rispetto della personalità e di una legge morale che era insita nel diritto naturale delle genti.

## Culto
A Stefano Minicillo, ancora in vita, gli vennero attribuiti dal volgo non meglio precisati fatti miracolosi che gli diedero notorietà nella diocesi di Caiazzo, da lui amministrata per 44 anni. 
La cattedrale (oggi basilica minore) dove fu sepolto divenne meta di pellegrinaggi; a causa di numerose guarigioni e altri eventi prodigiosi non documentati che sarebbero accaduti presso il tempio, a Stefano venne attribuito l'appellativo di taumaturgo e successivamente fu acclamato santo. Il 22 luglio 1284 la stessa cattedrale venne consacrata a Stefano. A lui è dedicata la strada a Macerata Campania, dove è posta una lapide a ricordare il posto in cui ebbe i natali.
Il millenario del transito è stato commemorato con vari eventi.

### Feste

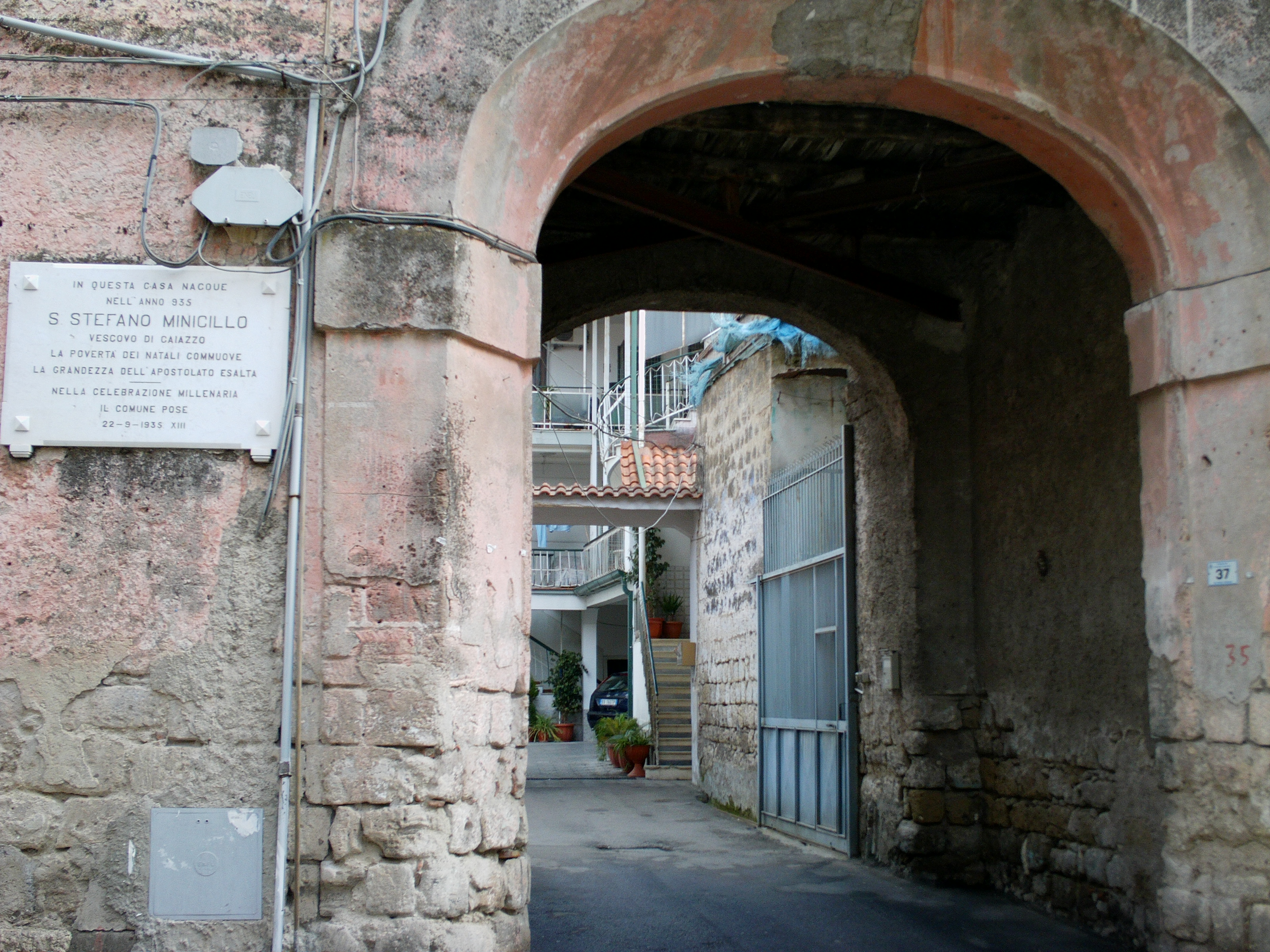
Il 22 settembre 1935, in occasione della celebrazione millenaria, il Comune di Macerata Campania depose una lapide commemorativa all'ingresso della casa in cui Santo Stefano Minicillo ebbe i natali.

- Prima domenica di luglio: a Macerata Campania è festa liturgica; in questa occasione la statua del Santo viene portata, dalla chiesa abbaziale di San Martino Vescovo, in processione per le vie del paese. Questi festeggiamenti durano dai tre ai quattro giorni.
- 29 ottobre: a Caiazzo è festa patronale; in questa occasione si festeggia anche San Ferdinando d'Aragona compatroni della diocesi di Alife-Caiazzo.